# Alojzy Gąsiorczyk
Alojzy Stanisław Gąsiorczyk (ur. 12 maja 1945 w Kosztowach) – polski polityk, poseł na Sejm II kadencji.
Ukończył w 1969 studia na Wydziale Weterynarii Wyższej Szkoły Rolniczej w Lublinie, zajął się działalnością zawodową jako lekarzem weterynarii. Od 1993 do 1997 sprawował mandat posła II kadencji. Został wybrany w okręgu Katowice z listy Polskiego Stronnictwa Ludowego. W 1997 nie ubiegał się o reelekcję. Kandydował później do Sejmu w 2011 i do Senatu w 2015. Działacz Ochotniczej Straży Pożarnej, stanął na czele zarządu OSP w województwie śląskim.